# Matelea punensis
Matelea punensis är en oleanderväxtart som beskrevs av G. Morillo. Matelea punensis ingår i släktet Matelea och familjen oleanderväxter. Inga underarter finns listade i Catalogue of Life.